# Simiengebergte

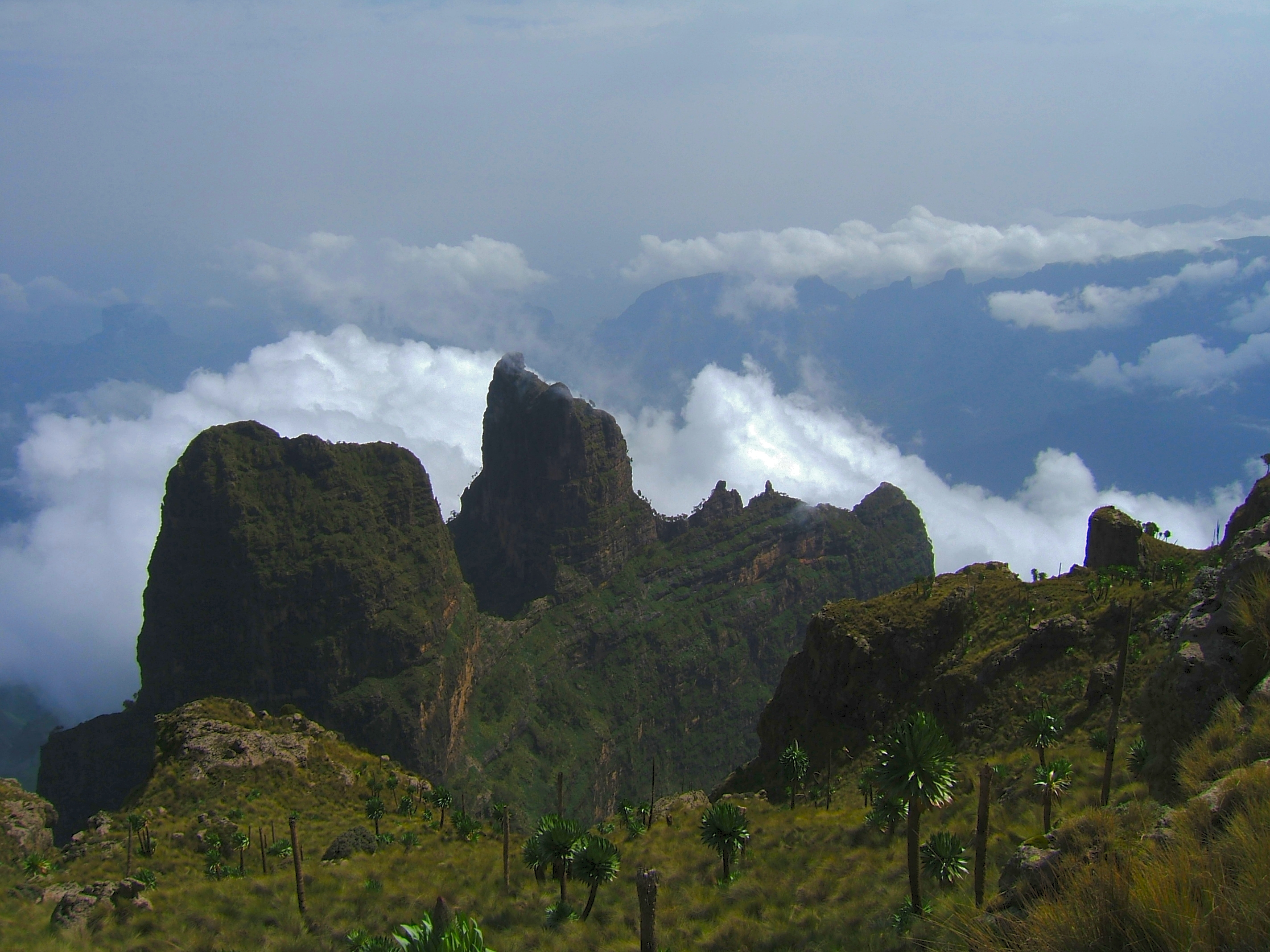
Uitzicht vanaf Imet Gogo

Het Simiengebergte is een bergmassief in het noorden van Ethiopië, ten noordoosten van de stad Gondar. Het grootste deel van het gebied ligt hoger dan 2500 meter boven zeeniveau. De berg Ras Dashen, de hoogste van het gebergte, is 4550 meter hoog en is eveneens de hoogste berg van Ethiopië.

## Geografie
Ras Dashen bevindt zich aan de oostelijke zijde van het bergmassief. Centraal in het gebergte ligt Mount Bwahit (4437 m). Tussen Mount Bwahit en Ras Dasjen ligt een diepe vallei die beide deelmassieven van elkaar scheiden. Een van de bekendere uitzichtpunten van het gebergte is de vooruitstekende top "Imet Gogo". Rondom liggen kliffen die meer dan 2000 meter hoog zijn. Ten oosten van het Simiengebergte ligt de diepe vallei van de Tekeze-rivier. Aan de overzijde van de rivier ligt het Tembien-gebergte (districten Dogu'a Tembien en Kola Tembien).

## Geologie
Het Simiengebergte bestaat voornamelijk uit donker vloedbasalt. De bodem bestaat voornamelijk uit Andosols, naast Leptosols en Phaeozems. De continentale vloedbasalten van het Ethiopisch Hoogland zijn in de geologie beschreven als een Large Igneous Province: een uitgestrekte regio waar massaal basaltvloeden plaatsvonden.

## Geschiedenis
Simien of Semien betekent in het Amhaars "noordelijk". Volgens Richard Pankhurst betekende de Semien oorspronkelijk "zuidelijk" in het Ge'ez en kregen de bergen zo hun naam omdat deze ten zuiden van de voormalige hoofdstad Axum lagen. Terwijl het centrum van de Ethiopische beschaving naar het zuiden verschoof, behielden de bergen hun naam. Zo zou Semien ook de betekenis van noordelijk (ten opzichte van Amhara) gekregen hebben.
In 1969 werd het Nationaal park Simien opgericht en in 1978 werden de Simien Mountains als een van de eerste locaties wereldwijd toegevoegd aan de UNESCO-werelderfgoedlijst.
Tot de hervormingen van 1994-95 lag het Simiengebergte in de provincie "Semien". Ten oosten van deze provincie lag de provincie "Tembien".